# Lago pliocenico del Valdarno Superiore
Il Valdarno Superiore ha la forma di una conca ovale, con l'asse maggiore di direzione SW-NE, lungo circa 45 km e largo circa 10–12 km. È limitato a NE dalla Catena del Pratomagno e a SW dai Monti del Chianti.

## Fase pre-lacustre
Oligocene superiore - miocene inferiore
Le strutture fondamentali del Valdarno erano già presenti 7 milioni di anni fa (Miocene), quando, dopo l'orogenesi appenninica (Oligocene superiore - Miocene inferiore) si instaura nella zona una fase tettonica distensiva che con un sistema di horst e graben dà origine a tutte le depressioni tettoniche della Toscana: il Casentino, il Valdarno Superiore, la Val di Chiana, il bacino di Firenze, la Garfagnana e la Lunigiana.

## Prima fase fluvio-lacustre
Pliocene superiore

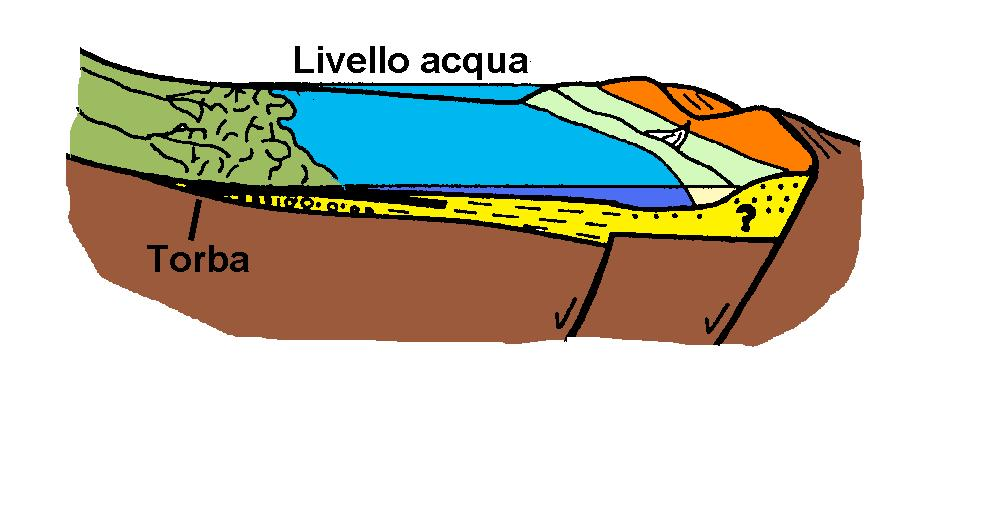
Torbiera attiva

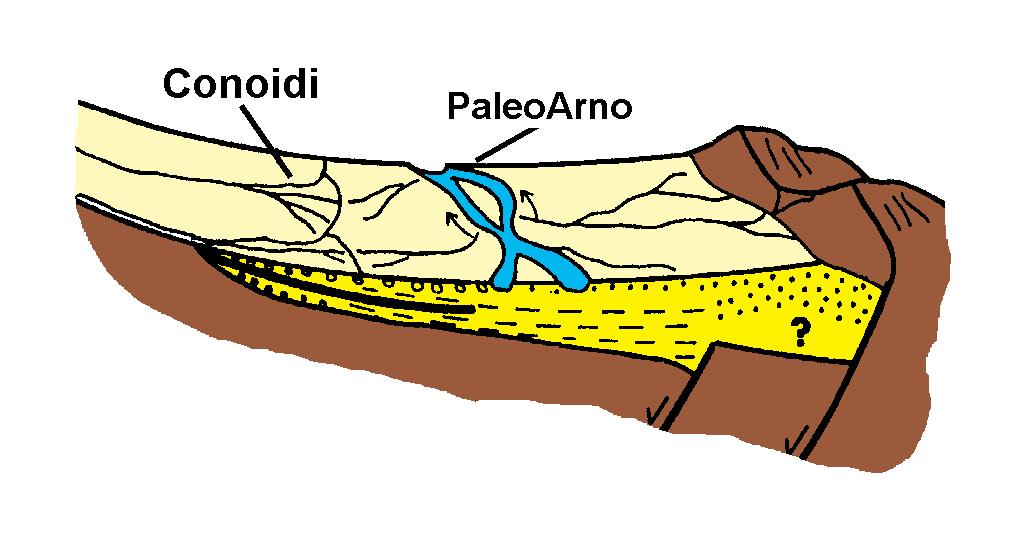
Prima successione stratigrafica

Circa 5 milioni di anni fa (Pliocene inferiore) inizia una lenta subsidenza di queste aree che permette al mare di arrivare fino al versante occidentale dei Monti del Chianti.
A causa di questo sprofondamento il deflusso delle acque diviene difficoltoso e nella conca valdarnese si formano due piccoli bacini poco profondi nella zona di Palazzolo e di Castelnuovo dei Sabbioni.
Sulle rive della palude, in un clima tropicale molto umido, vegeta una rigogliosa foresta con sequoie, magnolie, lauri e pini, abitata dall'orso (Ursus minimus), dal tapiro (Tapirus arvernensis), dal bufalo (Leptobos stenometopon), dall'ananco (Anancus arvernensis) e rinoceronte (Stenphanorhinus jeanvireti).
I resti fossili di tutti questi animali sono conservati presso il Museo Paleontologico di Montevarchi.
Queste condizioni favoriscono la formazione di una torbiera che dà origine ai livelli di lignite presenti nei sedimenti di questa fase.
La lignite è stata sfruttata per la produzione di energia elettrica fin dall'inizio del secolo, quando i banchi venivano coltivati in galleria; successivamente è stata coltivata a cielo aperto grazie a imponenti scavi e bruciata direttamente nella centrale termoelettrica di Santa Barbara.
Attualmente la riserva di lignite si è esaurita.
Successivamente l'abbassamento del fondo del bacino diviene rapido e la torbiera, che non sempre era stata attiva, si disinnesca definitivamente e si forma un lago che però non è stato mai in comunicazione con il vicino mare.
Nel lago lungo circa 20 km, che era il più grande degli specchi d'acqua del pliocene, si sedimentano ampi spessori di fanghi argillosi che ricoprono i resti organici accumulatisi precedentemente e danno inizio ai processi di carbonizzazione che portarono alla formazione della lignite.
I sedimenti di questa prima fase sono stati raggruppati nella Successione di Castelnuovo che costituisce una monoclinale immersa verso NE di sedimenti lacustri; in ordine stratigrafico si hanno le seguenti formazioni:
- Argille di Meleto - Argille limose azzurrognole, con banchi di lignite nella parte inferiore, molto ricca di fossili, localmente è presente alla base uno strato di circa 10 m di sabbie e ciottolami(Sabbie e ciottolami di Spedalino); spessore totale circa 200 m.

- Sabbie di S. Donato in Avane - Sabbie quarzoso felspatiche, giallastre, talvolta presentano startificazione incrociata, con lenti argillose e ciottolose, spessore circa 80 m.

## Seconda fase fluvio-lacustre
Pleistocene inferiore
Nel Pleistocene inferiore (circa 2 milioni di anni fa) la conca lacustre pliocenica si era completamente riempita di sedimenti e fu interessata da un risollevamento generalizzato dell'area che fece arretrare la linea di costa fino alla posizione attuale.
Nel Valdarno i sedimenti lacustri furono dislocati e il bacino si ampliò e invase tutta la valle; si formò un lago lungo circa 40 km e profondo al massimo qualche centinaio di metri.

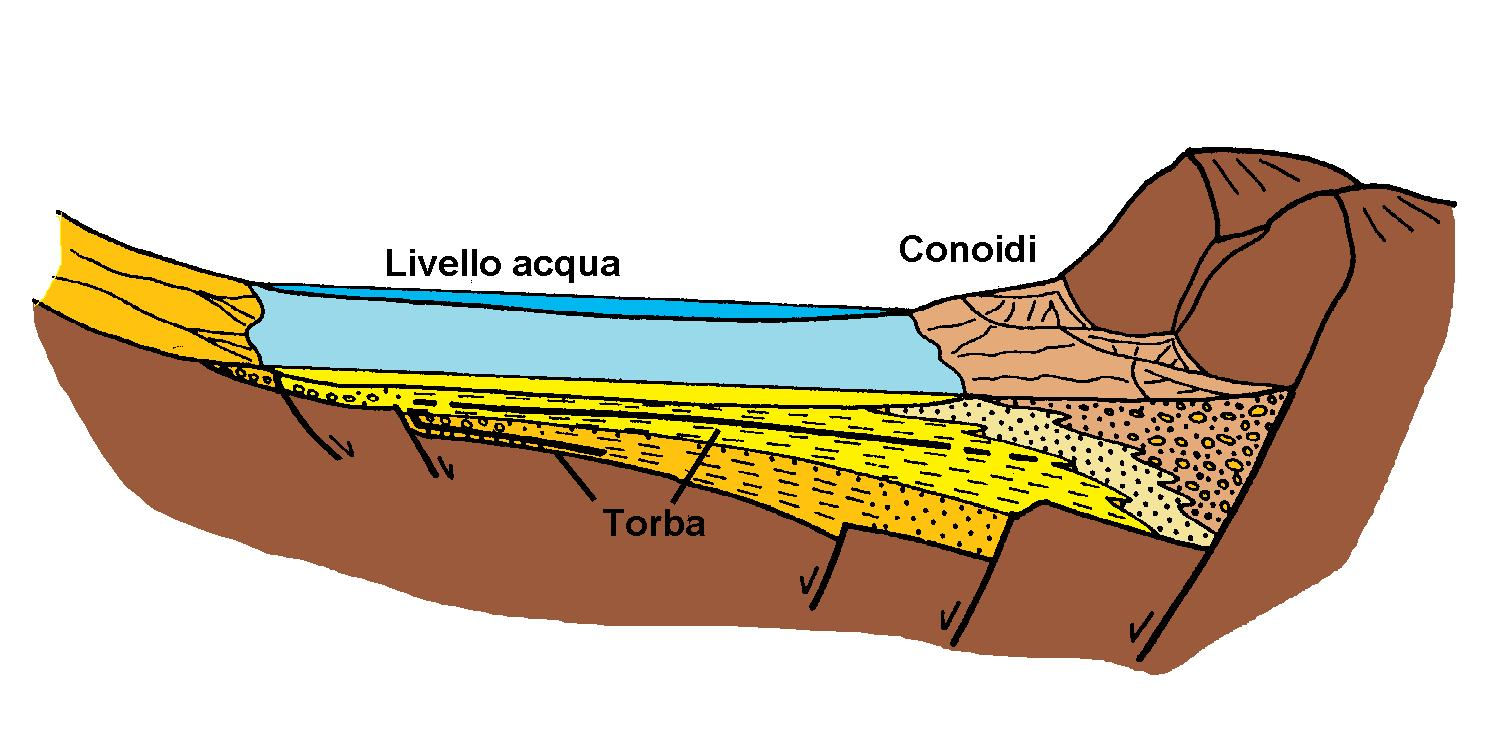
Seconda successione stratigrafica

In questa condizione si sedimenta la Successione di Montevarchi, con sedimenti che hanno giacitura tabulare, suborizzontale e presentano una netta discordanza angolare con i sedimenti della prima fase.
In ordine stratigrafico si hanno le seguenti formazioni:
- Limi di Terranuova - Alternanza di limi, limi argillosi, limi sabbiosi e sabbie limose, di colore da grigio a giallastro; lo spessore massimo è di 25–30 m.
- Argille del Torrente Ascione - Sottile livello di 5–10 m di argille molto torbacee.
- Formazione del Torrente Oreno - Livelli alternati di limi e argille limose; spessore molto variabile da 2 a 10 m.

A ridosso del versante del Pratomagno si trovano estesi apparati di delta-conoide (Ciottolami della Penna, Ciottolami e Sabbie di Cava la Quercia, Sabbie di Borro Cave)
Situazioni analoghe si verificano in tutte le vicine conche lacustri: Val Tiberina, M. Oliveto, Val di Chiana, Casentino, Mugello e Firenze.
I fossili rinvenuti in queste formazioni sono molto abbondanti ma in particolare: Elefante meridionale (Elephas meridionalis), rinoceronte (Stepahanorhinus etruscus), cavallo (Equus stenonis), bovidi (Leptobos etruscus), cervidi (Pseudodama nesti), lupo (Canis etruscus).
Il clima diviene più freddo e, alle piante tropicali si sostituisce una vegetazione più simile a quella attuale.
La Sieve, proveniente dal Mugello, si immetteva nel lago del Valdarno e da questo usciva un corso d'acqua che si univa all'Arno Casentinese per alimentare il bacino lacustre della Val di Chiana e successivamente il Tevere.

## Terza fase fluviale
Pleistocene medio

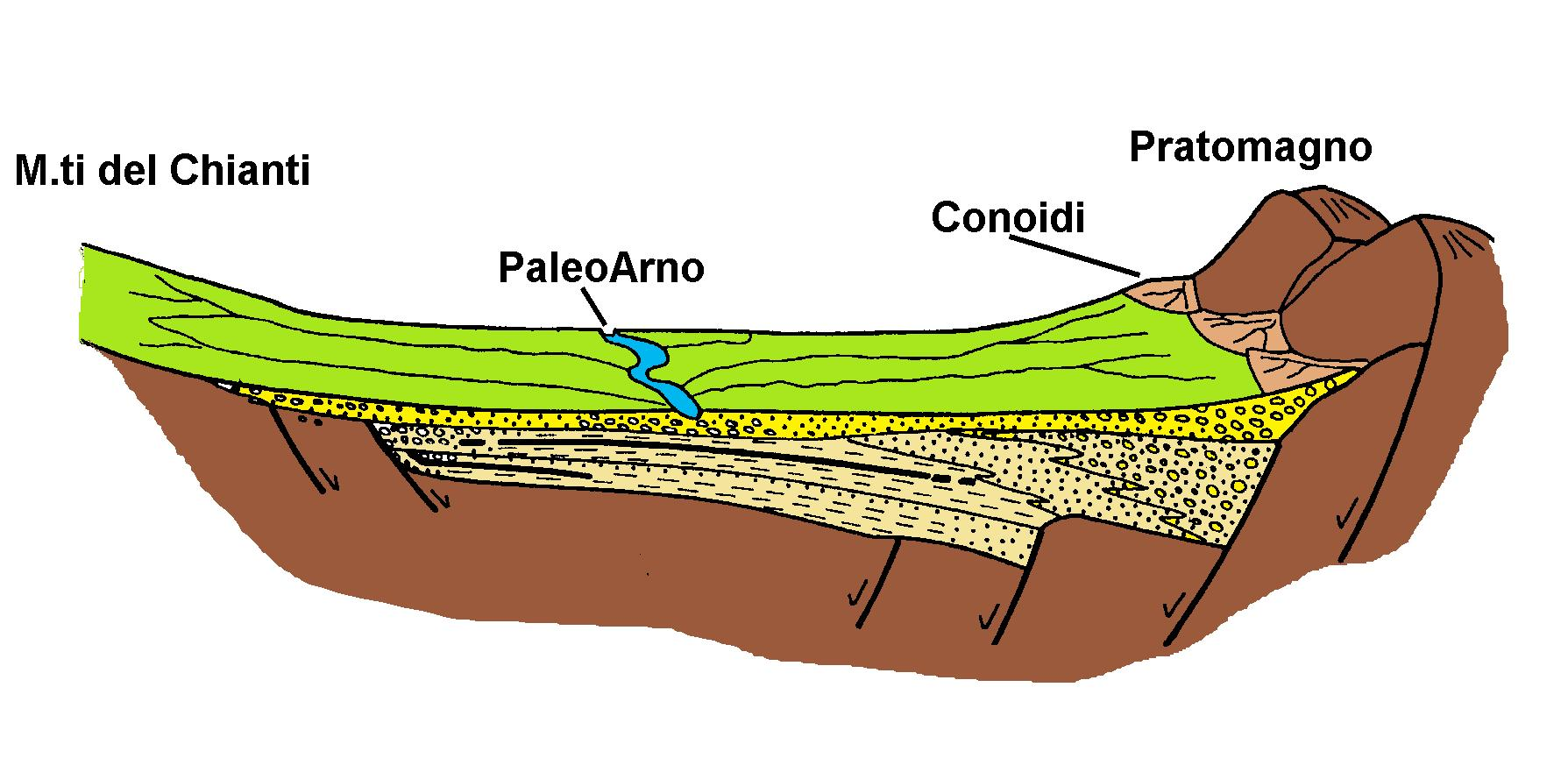
Terza successione stratigrafica

Il lago, che non era molto profondo, si andava gradualmente riempiendo di sedimenti argillosi; quando l'acqua divenne meno profonda si formò uno stagno e nella nuova pianura formatasi scorreva, da O verso E, un fiume (Arno Valdarnese).
Nei boschi sulle rive del fiume vivevano cavalli (Equus caballus), antilopi, Elefanti (Elephas prigenius), (Elephas antiquus), ippopotami (Hippopotamus antiquus), bufali (Bos prigenius), cervi (Cervus elaphus), rinoceronti (Stephanorhinus hemitohecus), orsi (Ursus arctos).
In questa fase si depositano i sedimenti della Successione di Monticelli che riposano, con una lievissima discordanza angolare, sopra i depositi della seconda fase e comprendono in ordine stratigrafico:
- Ciottolami di Laterina - Elementi calcarei, raramente silicei o arenacei, riferibili alla Calvana o al Canetolo.
- Sabbie di Levane - Sabbie quarzoso-feldspatiche con elementi carbonatici.
- Limi di Latereto - limi argilloso sabbiosi, localmente molto pedogenizzati.

Contemporaneamente alla deposizione di queste Formazioni, dal versante orientale del bacino provengono i depositi del Gruppo delle Conoidi del Ciuffenna, con uno spessore massimo di circa 120 m, che comprende:
- Ciottolami di Loro Ciuffenna - Ciottolami ad elementi arenacei di color bruno, con matrice sabbiosa poco abbondante.
- Sabbie del Tasso - Sabbie quarzoso-feldspatiche di color bruno giallastro.
- Limi di Pian di Tegna - Limi argillosi molto pedogenizzati di colore bruno giallastro.

L'Arno Fiorentino (fiume che scorreva da “Firenze” al mare) arretrò per erosione e catturò la Sieve che portò con sé le acque valdarnesi causando così l'inversione del reticolo idrografico.
Da circa 10000 anni i corsi d'acqua si sono stabilizzati e incidono facilmente i depositi lacustri poco coerenti modellando così il paesaggio e dando origine a "forme del paesaggio" uniche come le Balze del Valdarno.